# Franz Gottschalk
Franz „Hellboss“ Gottschalk ist ein dänischer Gitarrist und Bassist. Er ist Mitglied der Bands Blood Eagle und Dirt Torpedo und war zuvor in verschiedenen Bands, u. a. Volbeat und Illdisposed aktiv.

## Werdegang
Gottschalk trat musikalisch erstmals mit der Band Hypodermic auf, mit denen er das Album In Between einspielte. Danach schloss er sich der Band Dominus an und spielte auf deren letzten Album Godfellas. Im Jahre 2002 wurde Gottschalk Mitglied der Band Volbeat, die ein Jahr vorher vom ehemaligen Dominus-Sänger Michael Poulsen gegründet wurde. Gottschalk ersetzte den Gitarristen Teddy Vang und ist auf den ersten beiden Volbeat-Alben The Strength / The Sound / The Songs und Rock the Rebel / Metal the Devil zu hören. Ende 2006 musste er Volbeat verlassen. In einem Interview erklärte Poulsen, dass Gottschalk sich bei Konzerten respektlos gegenüber der Crew und den anderen Bands verhalten habe.
Etwa ein Jahr später wurde Gottschalk Mitglied der Band Illdisposed und debütierte auf deren Album The Prestige. Illdisposed trennten sich im Juli 2011 wieder von Gottschalk. Im Jahre 2013 gründete Gottschalk mit befreundeten Musikern die Hard-Rock-Band Dirt Torpedo und die Death-Metal-Band Blood Eagle.

## Diskographie
- Hypodermic – In Between
- 2000: Dominus – Godfellas
- 2005: Volbeat – The Strength / The Sound / The Songs
- 2007: Volbeat – Rock the Rebel / Metal the Devil
- 2008: Illdisposed – The Prestige
- 2009: Illdisposed – To Those Who Walk Behind Us